# ميستو تسوكاهارا
ميستو تسوكاهارا (Mitsuo Tsukahara) هو لاعب أولمبي لرياضة الجمباز من اليابان. شارك في الأولمبياد الصيفي في 1968–1976، وفاز بما مجموعه 9 ميداليات.

## الميداليات
| ذهب | فضة | برونز | المجموع |
| 5   | 1   | 3     | 9       |

## روابط خارجية
- ميستو تسوكاهارا على موقع الاتحاد الدولي للجمباز (licence) (الإنجليزية)
- ميستو تسوكاهارا على موقع الاتحاد الدولي للجمباز (biography) (الإنجليزية)
- ميستو تسوكاهارا على موقع اللجنة الأولمبية الدولية (الإنجليزية)
- ميستو تسوكاهارا على موقع أوليمبيديا (الإنجليزية)